# جرج اس. فالن
جرج اس. فالن (انگلیسی: George S. Phalen؛ ‏ ۲ دسامبر ۱۹۱۱ – ۱۴ آوریل ۱۹۹۸) پزشک متخصص ارتوپدی و جراح دست اهل ایالات متحده آمریکا بود که به سبب کارهایش در زمینهٔ درمان سندرم تونل کارپال و همچنین توصیف مانور فالن شناخته می‌شود.
وی ابتدا در دانشگاه بردلی تحصیل کرد و سپس دکترای پزشکی خود را در سال ۱۹۳۷ از دانشگاه نورث‌وسترن دریافت نمود و برای گذراندن دورهٔ دستیاری پزشکی به مایو کلینیک رفت. او سپس به در سال ۱۹۴۲ به نیروی زمینی ایالات متحده آمریکا پیوست و با درجهٔ سرهنگ دومی رئیس بخش ارتوپدی بیمارستان همگانی اورایلی ارتش در اسپرینگفیلد، میزوری شد. در جریان جنگ جهانی دوم او رئیس بخش جراحی دست در کلینیک کلیولند بود و در سال ۱۹۶۵ رئیس «انجمن جراحان استخوان و مفاصل» شد. او در سال ۱۹۷۰ به کلینیک پزشکی و جراحی دالاس نقل مکان کرد و تا زمان بازنشستگی خود در سال ۱۹۸۰ در آنجا ماند.
وی سندرم تونل کارپال را در سال ۱۹۵۰ تشریح کرد؛ گرچه پیش‌تر توسط جیمز پَجِت در سال ۱۸۵۴ و جیمز جکسون پوتمن در سال ۱۸۸۰ توصیف شده بود. در واقع فالن با تجربه‌ای که از درمان چندصد بیمار مابین دهه‌های ۱۹۵۰ تا ۱۹۶۰ میلادی پیدا کرده بود، به درک بهتر سبب‌شناسی سندرم تونل کارپال کمک کرد.